# William Anastasi
Pour les articles homonymes, voir Anastasi.
 (novembre 2021).
Si vous disposez d'ouvrages ou d'articles de référence ou si vous connaissez des sites web de qualité traitant du thème abordé ici, merci de compléter l'article en donnant les références utiles à sa vérifiabilité et en les liant à la section « Notes et références ».
William Anastasi, né à Philadelphie (Pennsylvanie) le 11 août 1933 et mort à New York (État de New York) le 27 novembre 2023, est un peintre et artiste visuel américain. 

## Biographie
William Anastasi est né le 11 août 1933 à Philadelphie. Il vit et travaille à New York depuis le début des années 1960 et est connu comme un « artiste d’artiste »[Par qui ?].
Son travail est principalement abstrait et conceptuel. Les premières œuvres, telles que Relief (1961) et Issue (1966) incorporent des matériaux industriels et de construction. Ses œuvres sont conservées par le Metropolitan Museum of Art (TheMet-New York), le Museum of Modern Art (MoMA-New York), le Guggenheim Museum, le Whitney Museum, le Walker Art Center (Minneapolis), la National Gallery of Art (NGA-Washington) et l'Art Institute of Chicago.
Il fut un compagnon de route de John Cage et Merce Cunningham.
Parmi les œuvres exposées, Nine Polaroid Photographs of a Mirror, est au Metropolitan Museum of Art. En 2007, il a participé à la performance artistique Blind Date à la White Box Gallery de New York. Dans la performance, lui et son collègue artiste Lucio Pozzi ont dessiné des dizaines de pièces artistiques les yeux bandés dans un duel artistique de huit heures.
Ses expositions à la galerie Dwan (en) de 1965 à 1970, sont longuement étudiées par l'artiste et critique Brian O'Doherty.
Un nombre important de ses pièces conceptuelles protocolaires ont été montrées les dix dernières années à Paris, à la Galerie Jocelyn Wolff.
William Anastasi est décédé le 27 novembre 2023 à New York à l'âge de 90 ans.